# 雨のパレード
雨のパレード（あめのパレード）は、日本の3人組ロックバンド。所属レーベルはJVCケンウッド・ビクターエンタテインメントの社内レーベルのSPEEDSTAR RECORDS。

## 概要
ポストダブステップ、インディーR&B、エレクトロハウス、アンビエント、トラップなど様々なジャンルを超えたその音楽性とUSインディー/オルタナなど海外の音楽シーンとの同時代性を保ちながらそれをジャパニーズ・ポップスへと落とし込むソングライティング、アナログシンセサイザーやサンプラー、ドラムマシンなどを取り入れたサウンドメイクが特徴。ポストロックをベースにしたアプローチを取り、バンドという形態ではあるがバンドに拘らない、バンドサウンドではないものを意識している。サウンド自体は同世代の洋楽バンドに影響を受けているが、メロディラインなどポップスとしての感覚は日本のポップミュージックに影響されている。
福永浩平が書いた歌詞と曲を基に音楽性の異なる3人のメンバーがセッションしながら作り上げることでさまざまな要素が入った独自のサウンドが生まれる。

## メンバー

### バンドメンバー
福永 浩平（ふくなが こうへい）
ボーカル担当。鹿児島県出身。
高校の時に弾き語りを始めるが学校に軽音楽部がなかったので自分で部を作った。卒業後は音楽の専門学校に通った。
影響されている音楽はアウスゲイル、Rhye、フランク・オーシャンといったR&Bをルーツに感じるような同世代の海外アーティスト。
音楽的なルーツは両親の好きだったジャズ、小田和正や玉置浩二や松任谷由実、初めて衝撃を受けた音楽は小6の時にドラマ主題歌として聴いたクイーンの「I Was Born To Love You」で、クイーンは初めて自分のお小遣いでベスト盤『JEWELS』を買った。北欧の音楽やUKアートロックと呼ばれるものから邦楽では細野晴臣、矢野顕子、高田渡、はっぴいえんど、ハナレグミ、きのこ帝国などまで、洋邦新旧問わず聴く。しかしヘヴィメタルやハードコアは苦手。
サカナクションが幕張メッセで行ったライブで、展示場をぶち抜いた大会場に大勢の観客が集まっているのを見て「音楽でこんなに人を集めることができるんだ」と衝撃を受け、自分たちも幕張メッセを埋めることを目標に置いている。
自身のバンド以外にも、南波志帆の楽曲「City Lights」の作詞・作曲を手掛けている。
山崎 康介（やまさき こうすけ）
ギター、シンセサイザー担当。鹿児島県出身。
ギターを始めるきっかけはゆずのようなフォークソングだったが、高校の時にエレキギターに転向してからはヘビーメタル、ハードコア、ハードロック、メロコアなども聴き始め、卒業後はブルージーな音楽へと方向転換した。
大澤 実音穂（おおさわ みねほ）
ドラムス担当。鹿児島県出身。
音楽的ルーツは両親の影響でずっとやっていたクラシック音楽。中学校の吹奏楽部でパーカッションを担当したことがきっかけでドラムと出会い、音楽専門学校では打楽器を専攻した。東京事変の刃田綴色に憧れてプロのドラマーになりたいと思っていた。東京事変の他にはYUKI、ハナレグミが好きで、雨のパレードを始めてからはインディーR&Bなどを聴くようになった。

### 旧メンバー
是永 亮祐（これなが りょうすけ）
ベース担当。大分県出身。
音楽的ルーツはガガガSPやSTANCE PUNKSなどの青春パンク系のバンド。そこから友達がカラオケで歌うaikoを聞くようになり、椎名林檎や東京事変に夢中になった。音楽専門学校に入ってからはパット・メセニーやジャコ・パストリアスのようなフュージョン系に進んだ。ベースは椎名林檎つながりで亀田誠治に多大な影響を受けている。
椎名林檎のデビュー20周年記念トリビュート・アルバム『アダムとイヴの林檎』の1曲目「正しい街」に亀田誠治プロデュースによるスペシャルバンド「theウラシマ’S」のベーシストとして参加。
2019年1月18日、脱退を表明する。

### クリエイター
トノ ハルナ
ペインター。
橋本 彩（はしもと あや）
ジュエリーデザイナー。
kari
コスチュームデザイナー。

## 略歴
2013年、東京で結成。福永、山崎、大澤は地元の鹿児島県で組んでいたバンドを解散し、新たにバンド活動をするために上京してきた。ベースの是永はGLAYでドラムを叩いているToshi Nagaiの紹介により東京で加入した。
2014年10月、ミニアルバム『sense』をリリース。
2015年7月に残響レコードから発売した3rdミニアルバム『new place』の表題曲がスペースシャワーTVのレコメンド企画「it!」に選出され話題を集める。同年10月に大阪・ミナミ地区で開催されたサーキットイ ベント「MINAMI WHEEL」では、初出演ながら会場に入場規制がかかるほどの来場者数を記録する。
2016年1月にインディーズ最後の作品となる1stシングル「Tokyo」を発表。3月2日、フルアルバム「New generation」をリリースし、SPEEDSTAR RECORDSからメジャーデビューを果たす。

## 作品

### 配信限定シングル
| 発売日         | タイトル                                  | 収録曲                                       | 収録アルバム          |
| -------------- | ----------------------------------------- | -------------------------------------------- | --------------------- |
| 2018年1月10日  | What's your name?                         | 1. What's your name?                         | Reason of Black Color |
| 2019年7月10日  | Summer Time Magic                         | 1. Summer Time Magic                         | BORDERLESS            |
| 2019年9月25日  | Story                                     | 1. Story 2. Trust                            | BORDERLESS            |
| 2020年7月15日  | Summer Time Magic (Acoustic Session Ver.) | 1. Summer Time Magic (Acoustic Session Ver.) | 未収録                |
| 2020年8月29日  | IDENTITY                                  | 1. IDENTITY                                  | Face to Face          |
| 2020年11月18日 | EXIT (Remixed by Charles Murdoch)         | 1. EXIT (Remixed by Charles Murdoch)         | 未収録                |
| 2020年11月25日 | Hallelujah!! (Remixed by Elliot Moss)     | 1. Hallelujah!! (Remixed by Elliot Moss)     | 未収録                |
| 2021年8月25日  | Override                                  | 1. Override                                  | 未収録                |
| 2021年10月14日 | ESSENCE                                   | 1. ESSENCE                                   | 未収録                |
| 2022年3月17日  | first step                                | 1. first step                                | 未収録                |
| 2023年1月18日  | paradigm                                  | 1. paradigm                                  | 未収録                |

### 参加作品
| 発売日         | タイトル                     | 規格品番   | 収録曲         | 備考             |
| -------------- | ---------------------------- | ---------- | -------------- | ---------------- |
| 2014年08月20日 | 残響record Compilation vol.4 | PCCA-04080 | 3.ペトリコール | ポニーキャニオン |

## タイアップ
| 楽曲名        | タイアップ先                                             | 収録ディスク           | 起用年 |
| ------------- | -------------------------------------------------------- | ---------------------- | ------ |
| In your sense | J-WAVE「Happy Rainy J-WAVE」キャンペーンソング           | You Change your pops   | 2016年 |
| morning       | NHKアニメ「ほのぼのログ」テーマ音楽                      | You Change your pops   | 2016年 |
| morning       | 映画「僕たちは変わらない朝を迎える」主題歌               | You Change your pops   | 2021年 |
| 1969          | Gap 1969 RECORDS SUMMER 2016 キャンペーンソング          | stage Change your pops | 2016年 |
| stage         | TBS系テレビ「CDTV」12月度エンディングテーマ              | stage Change your pops | 2016年 |
| Petrichor     | H.I.S.「台湾キャンペーン」CMソング                       | sense New generation   | 2017年 |
| Shoes         | テレビ東京系ドラマ「下北沢ダイハード」エンディングテーマ | Shoes                  | 2017年 |